# Kinas nationella rymdstyrelse
Kinas nationella rymdstyrelse, (på kinesiska Zhongguo guojia hangtianju 中国国家航天局) är den civila kinesiska myndigheten ansvarig för Kinas rymdprogram, etablerad 22 april 1993. Rymdstyrelsen är även känd under sitt engelska namn China National Space Administration (CNSA). Myndighetens chef är sedan 2004 Sun Laiyan.

## Historia
Folkets befrielsearmé grundade Kinas rymdprogram redan 1956 och programmet hade länge en militär karaktär. 1993 delades det dåvarande Ministeriet för rymdindustrin upp i Kinas nationella rymdstyrelse och Kinas rymdbolag, China Aerospace Science and Technology Corporation (CASC). Det förra skulle ansvara för politiken, medan det senare skulle ansvara för genomförandet. Detta arrangemang visade sig vara något otillfredsställande, eftersom dessa två byråer i själva verket var en stor byrå som delade både personal och ledning.
Som en del av en massiv omstrukturering 1998 delades CASC upp i ett antal mindre, statligt ägda företag. Avsikten verkade ha varit att skapa ett system som liknar det som är karakteristiskt för västerländsk försvarsupphandling, där enheter som är statliga myndigheter, som fastställer operativ policy, sedan skulle lägga ut sina operativa krav till enheter som var statligt ägda, men inte regeringsledda.
Sedan Wolf Amendment antogs 2011 har NASA tvingats av kongressen att implementera en långvarig uteslutningspolicy med CNSA sedan dess. 

## Funktion
CNSA etablerades som en statlig institution för att utveckla och uppfylla Kinas internationella åtaganden, med godkännande av den åttonde nationella folkkongressen i Kina (NPC). Den nionde NPC tilldelade CNSA rollen som en intern struktur för kommissionen för vetenskap, teknik och industri för det nationella försvaret (COSTIND). CNSA tar på sig följande huvudansvar: undertecknande av statliga avtal inom rymdområdet på uppdrag av organisationer, mellanstatliga vetenskapliga och tekniska utbyten, och även vara ansvarig för upprätthållandet av nationell rymdpolitik och förvaltning av den nationella rymdvetenskapen, teknologin och industrin.
Kina har undertecknat statliga rymdsamarbetsavtal med Argentina, Brasilien, Chile, Frankrike, Tyskland, Indien, Italien, Pakistan, Ryssland, Ukraina, Storbritannien, USA och några andra länder. Betydande framgångar har gjorts i det bilaterala och multilaterala och tekniska utbytet och samarbetet.

## Astronauter
2013 hade dessa elva kineser rest ut i rymden (foton i alfabetisk ordning):

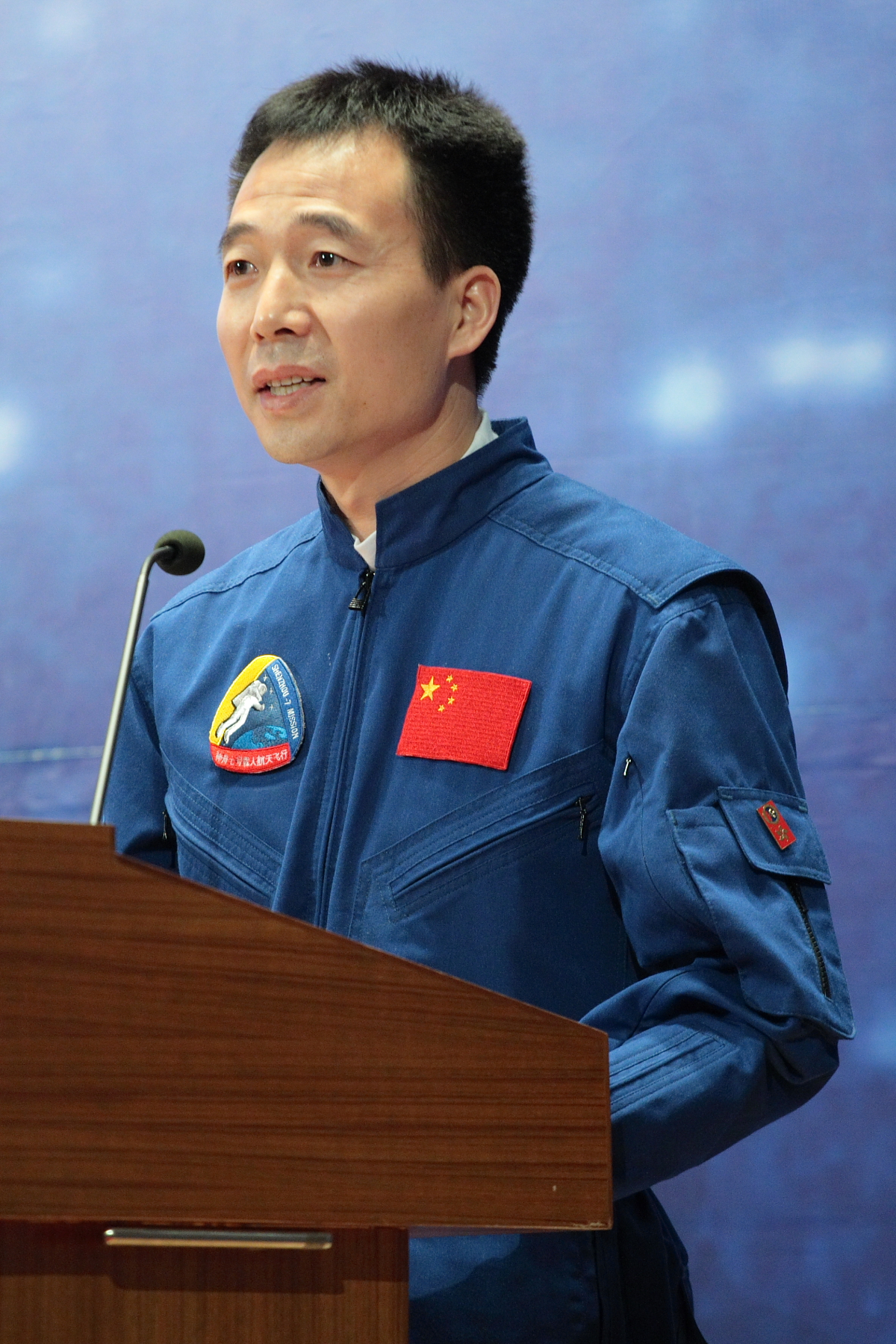
Jing Haipeng (景海鹏)
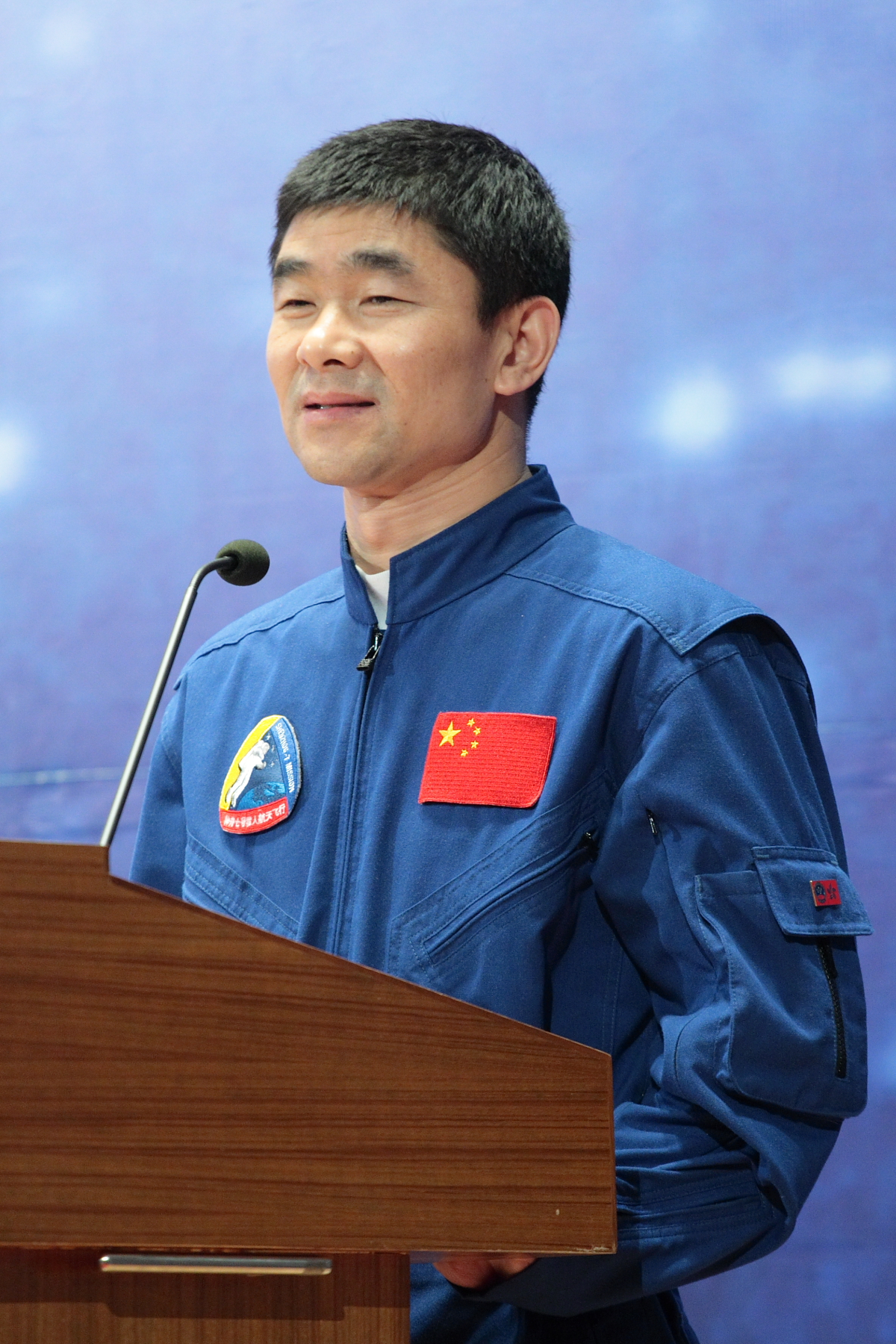
Liu Boming (刘伯明)
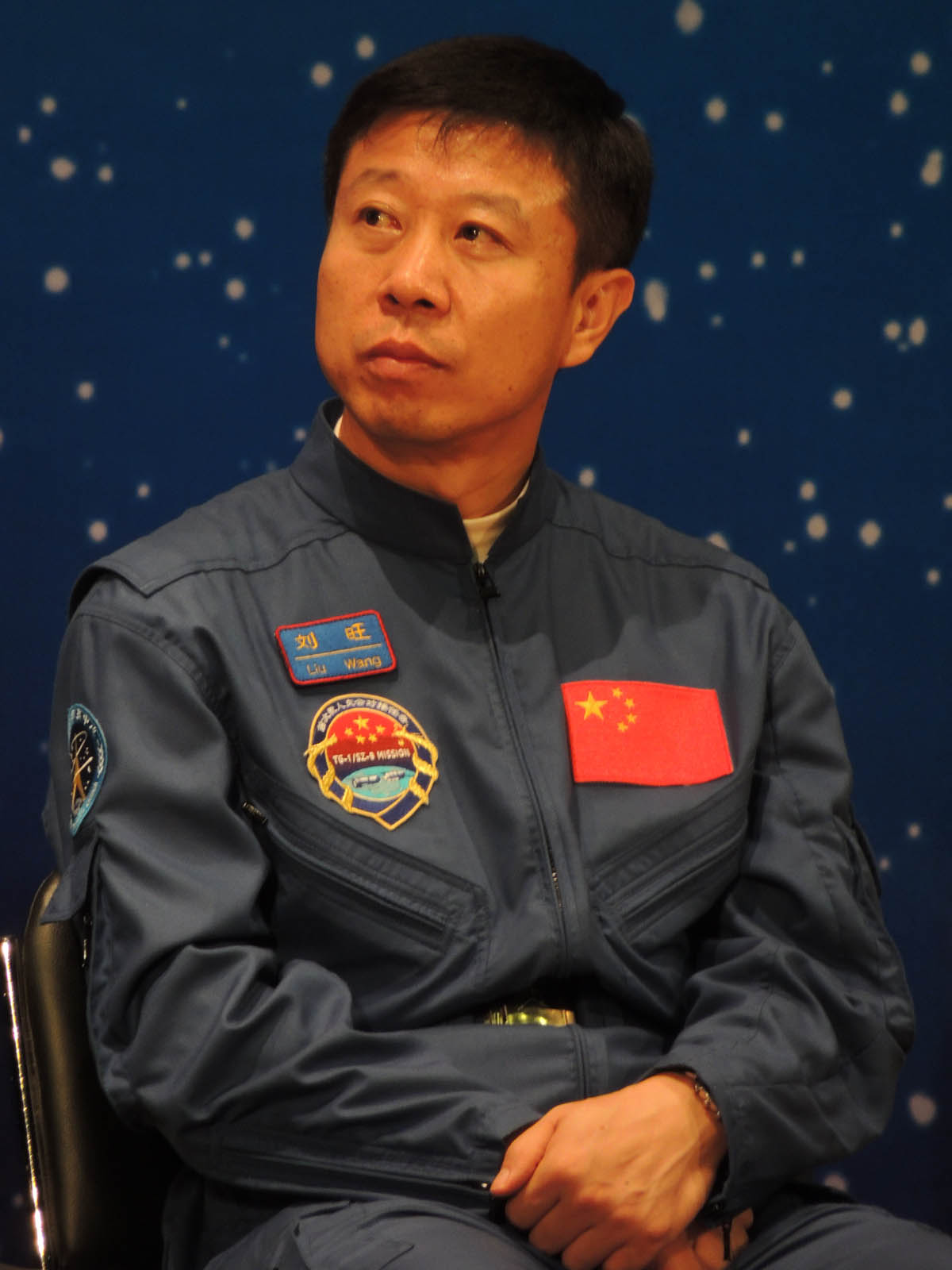
Liu Wang (刘旺)
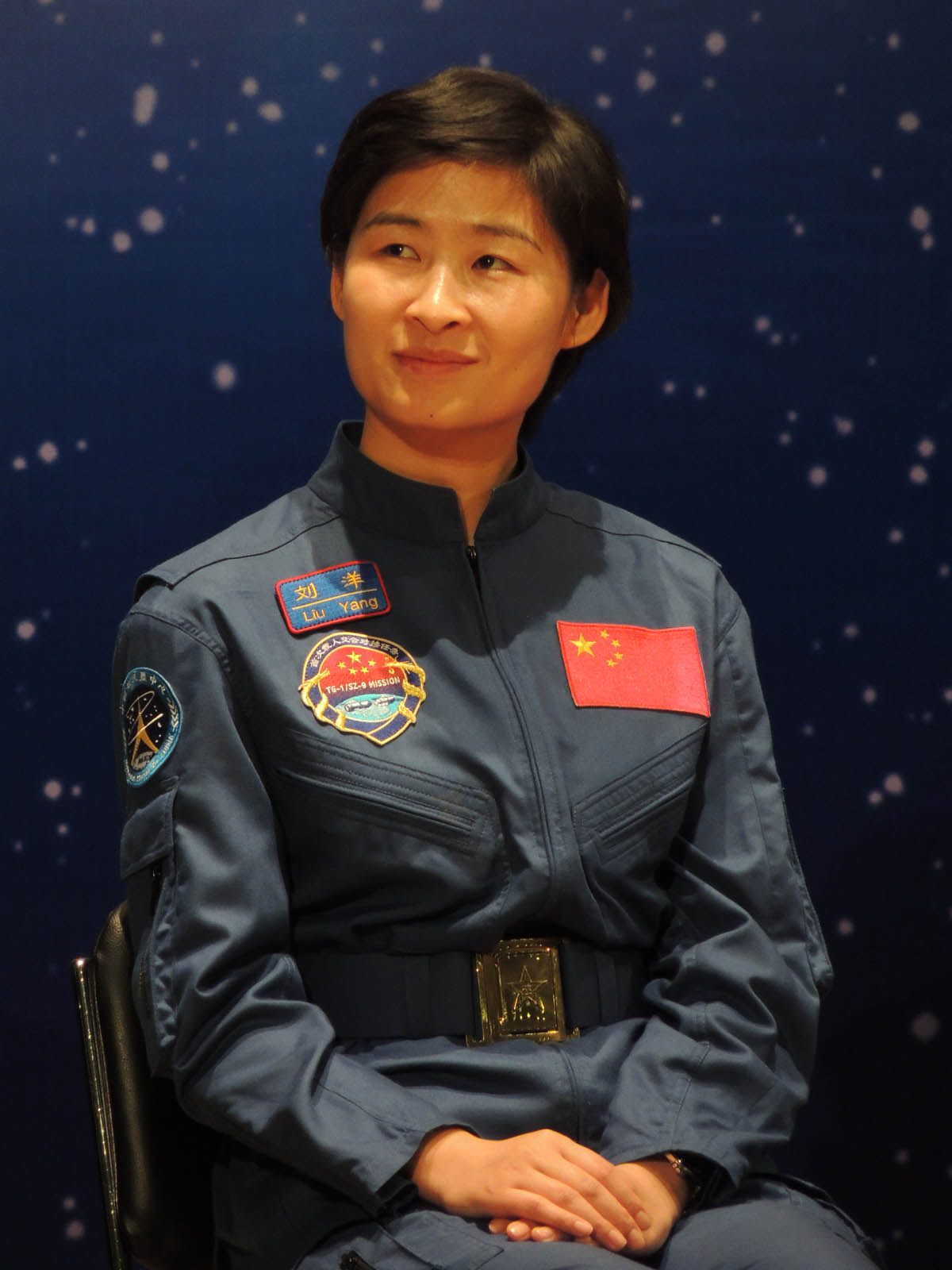
Liu Yang (刘洋)
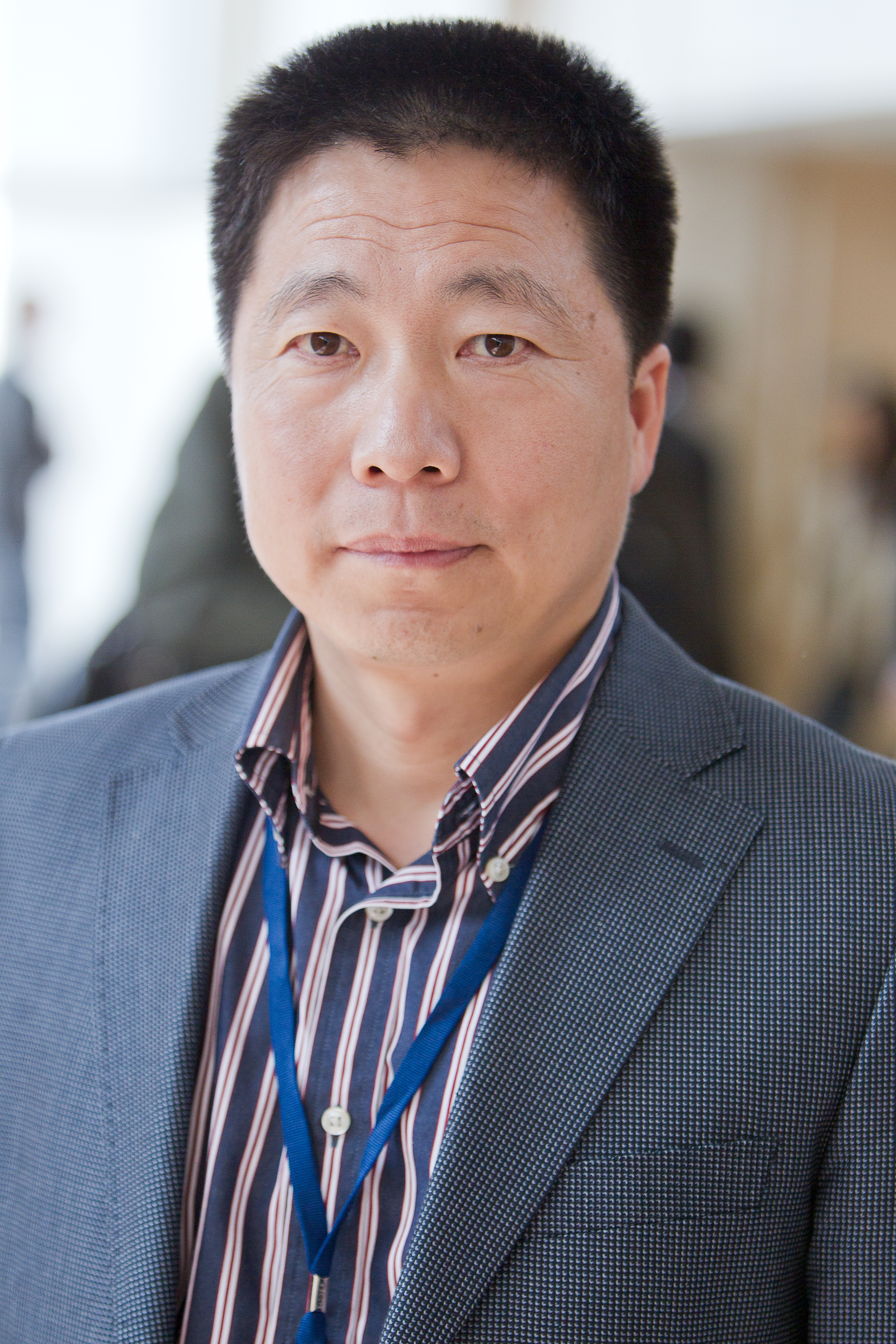
Yang Liwei (杨利伟)
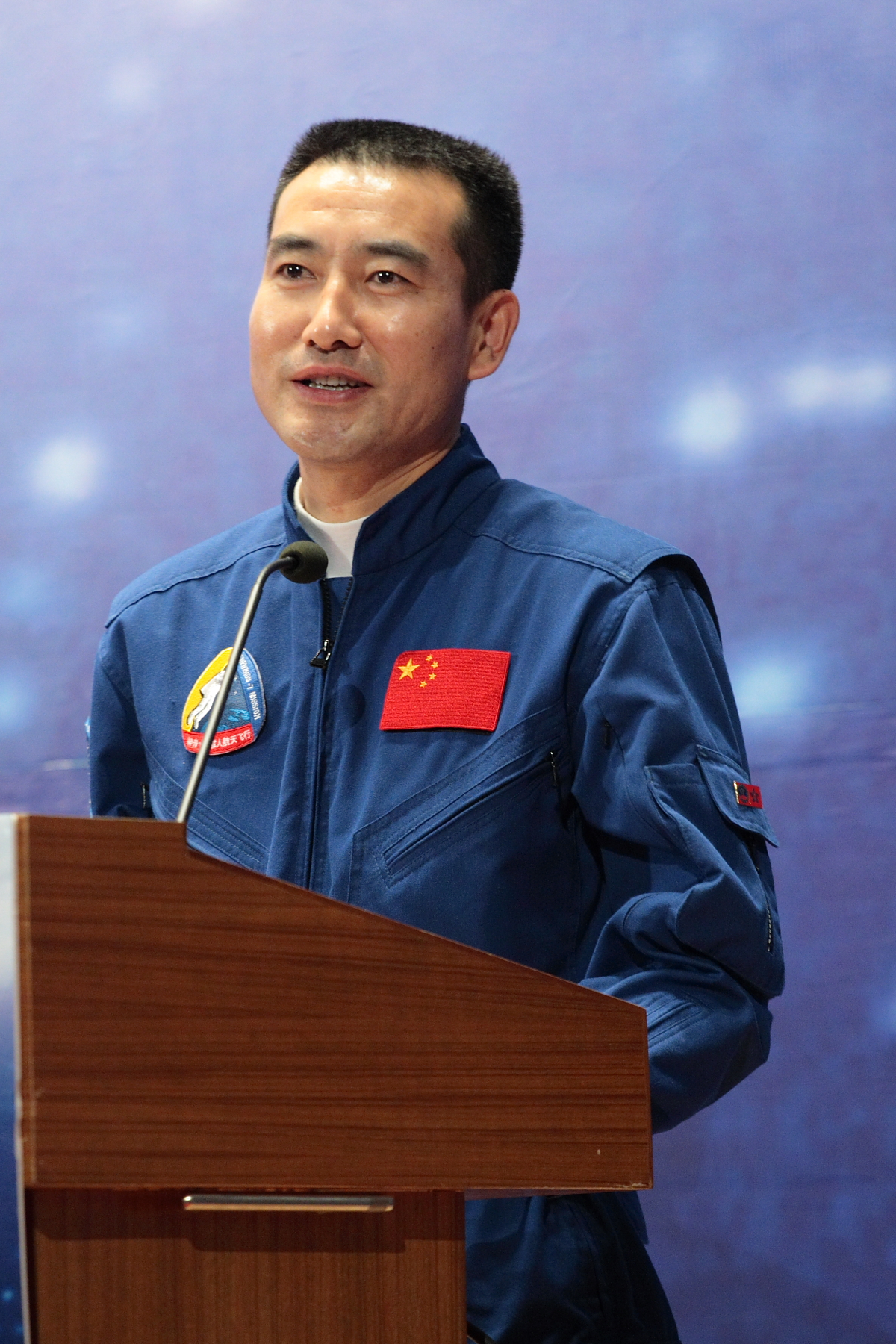
Zhai Zhigang (翟志刚)

- Zhang Xiaoguang (张晓光)
- Chen Dong (陈冬)